# Hylaea reducta
Hylaea reducta är en fjärilsart som beskrevs av Zweig. Hylaea reducta ingår i släktet Hylaea och familjen mätare. Inga underarter finns listade i Catalogue of Life.